# بني أركيد إكسبو

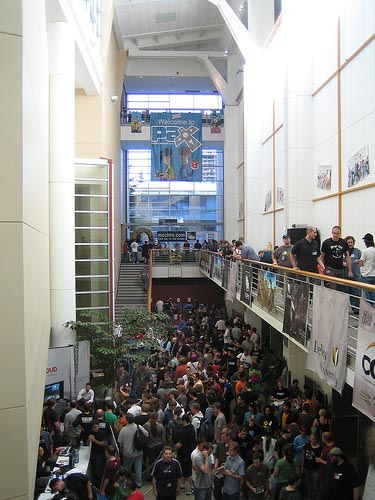
الحاضرون للحدث.

بني أركيد إكسبو أو باكس (بالإنجليزية: Penny Arcade Expo)‏ ويختصر كـ PAX هو سلسلة من المهرجانات المتعلقة بألعاب الفيديو تعقد في كل من سياتل، بوسطن، ملبورن، وسان أنطونيو، أسسه كل من جيري هولكنز ومايك كراهوليك وهما كاتبان لويب كومكس بعنوان بني أركيد. منذ انطلاقته في سنة 2004 يحتفل باكس بثقافة محبي ألعاب الفيديو. تشكل الخصائص المميزة للمهرجان الحفلات الموسيقية المستوحاة من ثقافة ألعاب الفيديو، مؤتمرات حول مواضيع الألعاب وأكشاك عرض للناشرين والمطورين المستقلين أو الرئيسيين في الصناعة.

## وصلات خارجية
- بني أركيد إكسبو على موقع ميوزك برينز (الإنجليزية)

- الموقع الإلكتروني